# 超階乗
数学における自然数の組合せ論的函数（二項係数・階乗類似函数）として、超階乗（ちょうかいじょう、英: superfactorial）n$ は階乗の拡張となるものである。ただし、幾つかの異なる定義が存在する。

## ピックオーバーの超階乗
クリフォード・ピックオーバーは1995年に著書 Keys to Infinity において、次の超階乗を定義するために新しい表記 n$ を用いた。
{\displaystyle n\$=\underbrace {{n!}^{{n!}^{\,\textstyle \cdot ^{\,\textstyle \cdot ^{\,\textstyle \cdot ^{\,n!}}}}}} _{n!\,{\text{個　の}}\ \,n!}}
ガンマ関数、ハイパー演算子、テトレーション、クヌースの矢印表記、コンウェイのチェーン表記を用いた場合は次のようになる。
- {\displaystyle n![4]n!}
- {\displaystyle n![5]2}
- {\displaystyle {{}^{n!}n!}}
- {\displaystyle n!\uparrow \uparrow n!}
- {\displaystyle n!\uparrow \uparrow \uparrow 2}
- {\displaystyle \Gamma (n+1)\uparrow \uparrow \uparrow 2}
- {\displaystyle n!\rightarrow n!\rightarrow 2}
- {\displaystyle n!\rightarrow 2\rightarrow 3}
- {\displaystyle \Gamma (n+1)\rightarrow 2\rightarrow 3}

最初のほうのいくつかを見れば：
{\displaystyle {\begin{aligned}0\$&={}^{0!}0!={}^{1}1=1\\1\$&={}^{1!}1!={}^{1}1=1\\2\$&={}^{2!}2!={}^{2}2=2^{2}\\3\$&={}^{3!}3!={}^{6}6=6^{6^{6^{6^{6^{6}}}}}\\4\$&={}^{4!}4!={}^{24}24=24^{24^{24^{24^{24^{24^{24^{24^{24^{24^{24^{24^{24^{24^{24^{24^{24^{24^{24^{24^{24^{24^{24^{24}}}}}}}}}}}}}}}}}}}}}}}\end{aligned}}}
このように定義通りの冪記法では表記上も長大な長さの冪指数の塔が現れることになるが、以下これらの値が n の増大に従って急速に巨大数となっていくことを見よう。

### 0$,1$,2$
超階乗は通常は巨大な数になるが、0, 1, 2 の超階乗はそれぞれ 0$ = 1$ = 1, 2$ = 4 と小さな値にしかならない。

### 3$、4$の下4桁
3$は、近似的に非常に粗く見積もっても {\textstyle 6^{6^{6^{6^{46656}}}}\approx 6^{6^{6^{2.7\times 10^{36305}}}}} となり、これは宇宙論で使われた最大の数（複数の宇宙の全質量を1個のブラックホールに圧縮しそれが蒸発した後に、ポアンカレの回帰定理に従い再びブラックホールができる時間）{\displaystyle {10}^{{10}^{{10}^{{10}^{{10}^{1.1}}}}}\approx {10}^{{10}^{{10}^{3883775501690}}}\leq {6}^{{6}^{{6}^{{6}^{{6}^{1.62214}}}}}}よりもさらに巨大であり、現実世界の現象で例えることなど無理のような巨大な数である。当然4$はそれより大きい数であるが、超階乗であるためいくつかの「6」や「24」のみの掛け合わせに過ぎないため、その構造は驚くほど単純である。「6」および「24」を順次掛けていって、下4桁の数の出現の様子を精査すると、最初から数えてそれぞれ4番目の数から125個の数と2番目の数から50個の数が循環して現れる。この性質に着目すると、 3$や4$そのものは計算によって全ての桁を求めることは事実上不可能であるが、その下4桁の数がそれぞれ「8656」と「4976」であることは直ぐに分かる。

### 5$の下位桁の数
5!=120 であり、120n = 12n × 10nであるため、必然的に 10 の倍数になる。これにより、5$ および 6$ 以降もまた、末尾で多数の 0 が連続して並ぶ巨大数であることがすぐにわかる。
5$ は 3$ や 4$ よりさらに巨大な数であるため、桁数の正確な計算すら事実上不可能であるが、「9376」の右から末尾までの下位約48％あまりの桁で 0 が連続して並ぶ自然数であることがわかっている。

### 8$, 9$
{\displaystyle 2\uparrow \uparrow \uparrow \uparrow 3}は{\displaystyle 2\uparrow \uparrow 65,536}なので、{\displaystyle 8\$=8!\uparrow \uparrow 8!=8!\uparrow \{8!\uparrow \uparrow (8!-1)\}=8!^{8!\uparrow \uparrow 40319}=2!^{\log _{2!}(8!\uparrow \uparrow 40319)}}よりもさらに巨大な数だが、9$よりは遥かに小さい。

## スローンとプラウフの超階乗
ニール・スローンとサイモン・プラウフは1995年に The Encyclopedia of Integer Sequences において、最初の n 個の階乗の積として超階乗を定義した。
{\displaystyle n\$=\operatorname {sf} (n):=\prod _{k=1}^{n}k!.}
この超階乗は 1, 2, …, n の差積（ファンデルモンド行列式）としても与えられる:
{\displaystyle \operatorname {sf} (n)=\Delta (1,2,\dotsc ,n)=\prod _{0\leq i<j\leq n}(j-i).}
この超階乗は次の式を満たす。ここで G はバーンズのG関数、H はハイパー階乗である。
{\displaystyle \operatorname {sf} (n)=G(n+2)={\frac {(n!)^{n-1}}{H(n-1)}}.}
最初の幾つかの値は次のように与えられる。
1, 1, 2, 12, 288, 34560, 24883200, 125411328000, … (A000178)

## 注